# Caubon-Saint-Sauveur
Caubon-Saint-Sauveur è un comune francese di 231 abitanti situato nel dipartimento del Lot e Garonna nella regione della Nuova Aquitania.

## Società

### Evoluzione demografica
Abitanti censiti